# Lutzerath
Pour la localité de Rhénanie-du-Nord-Westphalie, voir Lützerath.
Lutzerath est une municipalité de l'arrondissement (Landkreis) de Cochem-Zell du Land de Rhénanie-Palatinat, en Allemagne. Elle fait partie de la communauté des communes d'Ulmen qui compte 16 communes.
Sa population était de 1 429 habitants en 2019.